# Lars Edlund
Lars Edlund, né le 6 novembre 1922 et mort le 21 décembre 2013, est un compositeur, organiste et professeur de musique suédois.

## Biographie
Edlund est né à Karlstad, dans le Comté de Värmland. Il étudie la musique à la Schola Cantorum de Bâle en Suisse, avec Ina Lohr (en). Il est inspiré par la musique grégorienne, et se convertit au catholicisme à la fin de sa vie.
Edlund commence à travailler comme musicien d'église dans les années 1940, et est également professeur à l'École royale supérieure de musique de Stockholm. À partir de 1971, il travaille exclusivement en tant que compositeur. La majorité de ses compositions sont des compositions de musique vocale, souvent avec des textes sur des thèmes religieux ou existentialistes. Plusieurs de ses compositions entrent dans le livre de cantiques de 1986 de l'Église de Suède. Il met également en musique des poèmes de Gunnar Ekelöf et Tomas Tranströmer.
Il est élu membre de l'Académie royale de musique de Suède en 1975.
Lars Edlund vit à Uppsala à partir des années 1980 jusqu'à sa mort.